# Leszek Kryża
Leszek Mieczysław Kryża SChr (ur. 1957 w Luzinie) – polski duchowny rzymskokatolicki, chrystusowiec.

## Życiorys
Urodził się w 1957 w Luzinie. Był zatrudniony w Stoczni im. Komuny Paryskiej oraz w PKP. Odbył służbę wojskową w Marynarce Wojennej.
Sakrament święceń otrzymał w 1991 w Poznaniu. Został kapłanem Towarzystwa Chrystusowego dla Polonii Zagranicznej (chrystusowcy). Posługiwał jako wikariusz w Parafii Wniebowzięcia Najświętszej Maryi Panny we Władysławowie. Po pięciu latach został powołany na funkcję Delegata Przełożonego Generalnego do spraw Współbraci pracujących na Wschodzie. Od 2000 był duszpasterzem Polskiej Misji Katolickiej w Kolonii (Niemcy). Później przez okres ośmiu lat sprawował urząd proboszcza polskiej parafii w Budapeszcie na Węgrzech. W czerwcu 2011 został Dyrektorem Biura Zespołu Pomocy Kościołowi na Wschodzie przy Konferencji Episkopatu Polski, a w 2016 powołany na to stanowisko na kolejne pięć lat. W 2017 został członkiem polskiego składu Polsko-Rosyjskiej Grupy do Spraw Trudnych. Został także członkiem rady Fundacji „Pomoc Polakom na Wschodzie” im. Jana Olszewskiego.

## Nagrody i wyróżnienia
- w 2009 został odznaczony przez Prezydenta RP Lecha Kaczyńskiego Krzyżem Kawalerskim Orderu Zasługi Rzeczypospolitej Polskiej w uznaniu za wybitne zasługi na rzecz krzewienia polskości na Węgrzech i wkład w zachowanie tożsamości Polaków tam mieszkających poprzez działalność duszpasterską[6].
- w 2017 został odznaczony przez prezydenta RP Andrzeja Dudę Krzyżem Oficerskim Orderu Odrodzenia Polski[7] za wybitne zasługi w działalności na rzecz polskich społeczności skupionych wokół parafii rzymskokatolickich w Europie Środkowej i Wschodniej, za opiekę duszpasterską nad polskimi repatriantami[8].
- w 2018 otrzymał Medal „Za Zasługi dla Polaków w Kazachstanie”[9].
- w 2022 otrzymał nagrodę Totus Tuus za wieloletnią, pełną nadziei, poświęcenia i kreatywności misję pomocy Kościołowi na Wschodzie świadczoną z pokorą oraz ewangeliczną radością w czasach pokoju oraz w warunkach wojny[10].
- w 2023 otrzymał Odznakę Honorową za Zasługi dla Polonii i Polaków za Granicą[11]